# Petro Fiłonenko
Petro Fiłonenko, ukr. Петро Філоненко (ur. 12 grudnia 1896 r., zm. 1 sierpnia 1960 r. w Detroit) – ukraiński wojskowy (sotnik), antybolszewicki dowódca partyzancki, działacz emigracyjny.
Po wybuchu I wojny światowej ochotniczo wstąpił do armii rosyjskiej. Służył w 1 Dywizjonie Artylerii Konnej. W 1917 r. przeszedł do tzw. Dzikiej Dywizji. Pod koniec 1917 r. wstąpił do nowo formowanych wojsk ukraińskich. Stanął na czele wydziału mobilizacyjnego komendantury Nowogrodu Wołyńskiego. W 1919 r. sformował oddział partyzancki, walczący z oddziałami bolszewickimi na odcinku Korosteń-Szepietówka. Wszedł on w skład powstańczej brygady atamana Sokołowskiego. Trafił do niewoli bolszewickiej, ale udało mu się zbiec. Odtworzył oddział partyzancki, który wiosną 1920 r. został włączony do 6 Siczowej Dywizji Strzeleckiej. Otrzymał stopień sotnika. Przed 2 marszem zimowym oddziałów gen. Jurko Tiutiunnyka na jesieni 1921 r. przeszedł na czele oddziału partyzanckiego na sowiecką Ukrainę. Po kilkuletnich walkach w sierpniu 1924 r. powrócił do Polski, gdzie zamieszkał na Wołyniu. Po ataku wojsk niemieckich na ZSRR 22 czerwca 1941 r., został w stopniu pułkownika mianowany dowódcą Ukraińskiego Wojska Wyzwoleńczego. Następnie z ramienia Ukraińskiego Wolnego Kozactwa organizował ukraińskie oddziały partyzanckie w rejonie Owrucza. Po zakończeniu wojny wyemigrował do USA.